# Best of Apocalyptica
Pour les articles homonymes, voir Best of.
Albums de Apocalyptica
Cult
(2000) Reflections
(2003)

Best of Apocalyptica est une compilation de morceaux choisis du groupe finlandais Apocalyptica sorti en 2002 (uniquement au Japon).

## Liste des morceaux
1. Driven
2. Hope
3. Enter Sandman
4. Nothing Else Matters
5. Pray!
6. Path
7. The Unforgiven
8. Refuse/Resist
9. Kaamos
10. Inquisition Symphony
11. Romance
12. Harmageddon
13. Hall Of The Mountain King